# Шварцах-бай-Наббург
Шварцах-бай-Наббург (нім. Schwarzach bei Nabburg) — громада в Німеччині, розташована в землі Баварія. Підпорядковується адміністративному округу Верхній Пфальц. Входить до складу району Швандорф. Складова частина об'єднання громад Шварценфельд.
Площа — 27,37 км2. Населення становить 1403 ос. (станом на 31 грудня 2020).

## Галерея

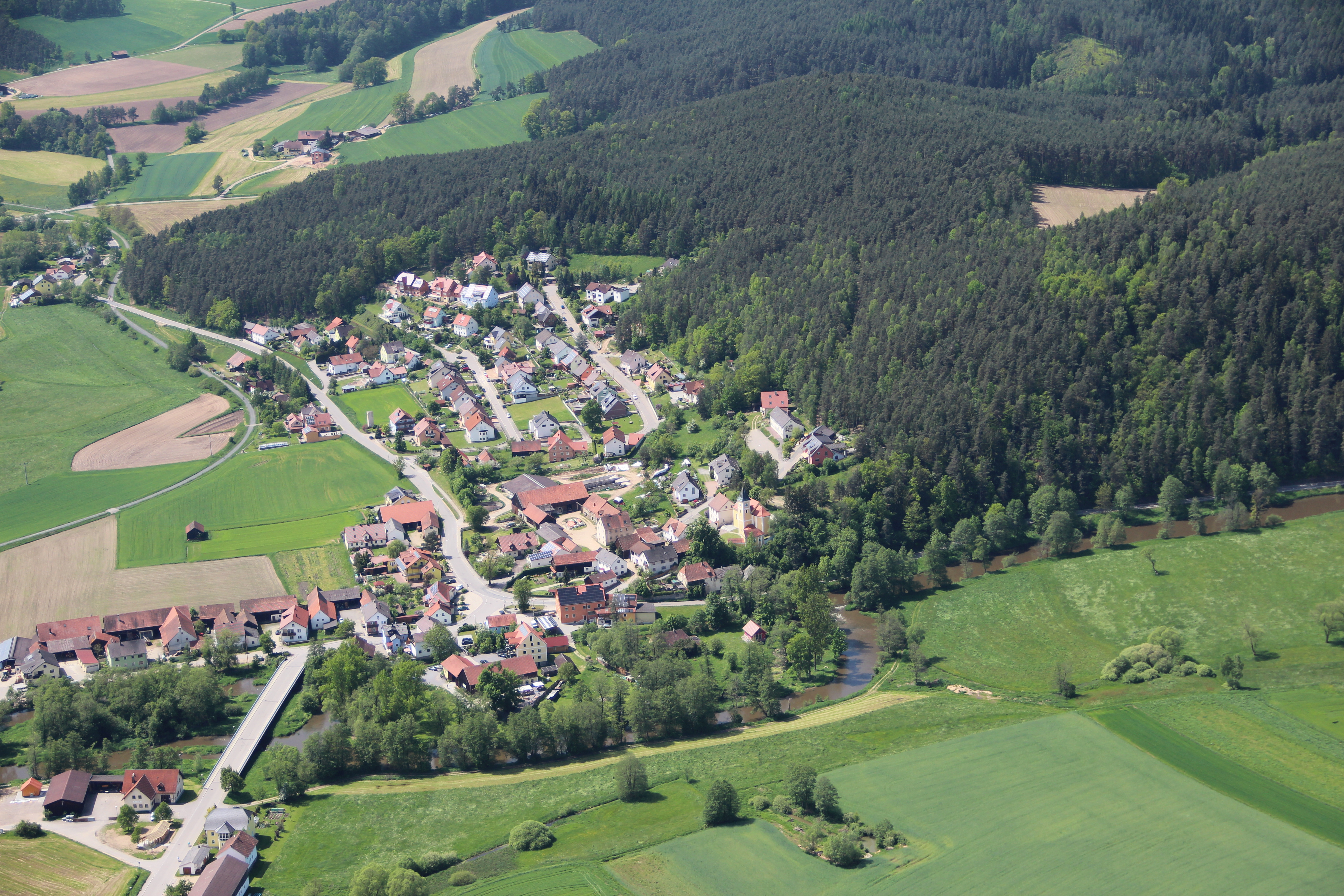